# 香港都會大學李嘉誠專業進修學院
香港都會大學李嘉誠專業進修學院（英語：Hong Kong Metropolitan University Li Ka Shing School of Professional and Continuing Education）是香港都會大學所屬學院之一，前身為持續及社區教育中心，早於1992年成立，後於2000年正式易名LiPACE，多年來致力為香港各個學習群體提供優質的持續進修機會。LiPACE現時主要提供職業專才教育，包括全日制專上課程、兼讀制專業進修課程以及企業培訓課程等。同時，LiPACE透過兩個分別以婦女及長者為對象的旗艦課程 ─「自在人生自學計劃 （页面存档备份，存于）」及「長者學苑」─ 推動非正規的社區學習。
學院於2022年踏入30周年 （页面存档备份，存于），標誌著學院本著當初成立的目的-為社會各個學習群體提供優質的持續進修機會之餘，經已成功地發展成為一所主要提供全日制職業專才教育的機構。

## 使命
香港都會大學李嘉誠專業進修學院致力提供優質、創新及別具特色的課程，滿足進修人士在不同階段的學習和增值需要。

## 信念
香港都會大學李嘉誠專業進修學院的口號是「推動職專教育 鼓勵終身學習」，學院重視：
- 為學生提供優質且全面的學習體驗
- 鼓勵學員透過持續專業發展，投入以技術為本的新經濟
- 透過非正規課程讓社會上的非勞動人口也能參與學習
- 堅持盡心問責的精神
- 在課程設計、教學及評核上體現創意和敏銳的市場觸覺
- 追求卓越的服務質素

## 校園概況
香港都會大學李嘉誠專業進修學院前身為公開大學持續及社區教育中心，2000年正式易名為「LiPACE」，以鳴謝李嘉誠基金會捐款4000萬港元資助，設立港島教學中心。港島教學中心位於上環信德中心4樓，佔地3100平方米，設有十多個導修課室及演講廳，學生休息廊及電腦實驗室。
為配合大學發展，大學於2012年出售港島教學中心，同年以7億7千萬元購入位於葵興的九龍貿易中心第2座8至12樓共五層，8至11樓設立葵興校園，作為李嘉誠專業進修學院的總部。
李嘉誠專業進修學院於2013年遷入葵興教學中心，葵興教學中心的每層面積約25,000平方呎，總面積約124,300平方呎，空間比原來的港島教學中心增加約三倍。教學中心除設有課室、電腦中心及演講廳外，還設有多間模擬教室如模擬機艙教室、幼稚園模擬課室、模擬病房教室、犯罪現場鑑證室、智能酒店教室、賽馬會STEAM教育實驗室等。

## 課程發展
- 1993年學院推出首批證書及文憑課程；
- 2000 年學院擔任「毅進計劃」課程發展的召集人；
- 2004年學院開辦「自在人生自學計劃」課程；
- 2008年學院開辦香港首個為非華語人士提供的「幼兒啟蒙教育文憑」課程；
- 2009年學院成立「長者學苑 （页面存档备份，存于）」並推出「長青活學計劃」課程；
- 2010年香港公開大學李嘉誠專業進修學院與英國索爾福德大學（University of Salford）和英國密德薩斯大學（Middlesex University）合辦全日制非本地學士學位課程；
- 2012年學院為中六離校生提供「毅進文憑 （页面存档备份，存于）」課程；
- 2019年學院開辦9個高級文憑課程 （页面存档备份，存于）獲納入政府「指定專業／界別課程資助計劃」（SSSDP）。

學院已加入下列機構成為會員：
- Universities Association for Lifelong Learning （页面存档备份，存于） (UALL)
- World Federation of Colleges and Polytechnics （页面存档备份，存于） (WFCP)
- 中國高等教育學會繼續教育分會
- University Professional and Continuing Education Association （页面存档备份，存于） (UPCEA) (International member)
- International Vocational Education and Training Association （页面存档备份，存于） (IVETA)
- International Association of Universities of the Third Age （页面存档备份，存于） (IAUTA) (Affiliated member)

## 海外合作伙伴
現時學院與不同的海外教育機構簽訂了合作協議。詳情如下：
美國
- One Health Lessons （页面存档备份，存于）

英國
- Middlesex University
- University College Birmingham （页面存档备份，存于）

加拿大
- Fanshawe College （页面存档备份，存于）
- Saskatchewan Polytechnic
- Selkirk College （页面存档备份，存于）

捷克
- Awarding Body Association (ABA) International （页面存档备份，存于）
- Mendel University in Brno （页面存档备份，存于）

荷蘭
- 奈梅亨拉德伯德大學

芬蘭
- Satakunta University of Applied Sciences （页面存档备份，存于）
- Turku University of Applied Sciences （页面存档备份，存于）

日本
- 法政大學
- 櫻美林大學
- 活水女子大学 （页面存档备份，存于）
- 長崎国際大学 （页面存档备份，存于）
- 長崎綜合科學大學 （页面存档备份，存于）
- 長崎短期大學
- 鎮西学院大学 （页面存档备份，存于）
- 立命館亞洲太平洋大學
- 滋賀大學
- 東洋大學

中華民國（臺灣）
- 中國醫藥大學
- 華夏科技大學
- 大仁科技大學
- 元培醫事科技大學

中華人民共和國
- 四川长江职业学院
- 深圳信息职业技术学院
- 陕西工业职业技术学院

菲律賓
- Polytechnic University of the Philippines （页面存档备份，存于）

馬來西亞
- Management and Sciences University Malaysia （页面存档备份，存于）

## 課程

### 課程簡介
- 現時學院的課程分為以下類別：
  - 全日制課程：應用教育文憑、文憑及高級文憑 （页面存档备份，存于）
  - 海外學士學位課程
  - 專業課程
  - 在職培訓課程：企業培訓課程
  - 社區學習計劃：自在人生自學計劃(與婦女事務委員會、新城電台及其他社會服務團體合作)、長者學苑

## 上課地點

#### 上課地點
- 葵興校園（KHC）
  - 地址︰新界葵涌葵昌路51-53號九龍貿易中心第2座8 - 11樓，入口設於9樓及11樓。
- 荔景校園（MCC）
  - 地址︰新界葵涌荔景山路201-203號（原為製衣業訓練局製衣業訓練中心大樓）地下至5樓

##### 協辦教學機構
- 製衣業訓練局（CITA KB）
  - 地址︰九龍九龍灣大業街63號
- 香港基督教青年會（YMCA）
  - 地址︰尖沙咀梳士巴利道 41 號 6 樓
- 東亞古玩
  - 地址︰上環干諾道西8-14號嘉安大廈1樓k室
- 香港話劇團（HKREP）       
  - 地址：香港皇后大道中345號上環市政大廈8樓業中心7樓
- 香港商業專科學校（HKSC）
  - 地址︰尖沙咀柯士甸道81號

## 榮譽顧問

### 學院顧問
- 陳美齡博士（知名教育家、日本聯合國國際兒童緊急基金協會大使）
- 陳嘉賢教授 (Executive Director, German Pool Group Company Limited/Founder, Sparkle Collection and Cheongsam Designer)
- 蔡百泰榮譽博士（仁濟醫院顧問局委員）
- 周奕希先生（葵青安全社區及健康城市協會主席）
- 何仲平醫生（香港醫學會前會長）
- 何鍾泰博士 工程師（大舜基金主席、一帶一路國際發展聯盟創辦主席）
- 孔美琪博士（滬江維多利亞學校創辦人及總校長）
- 關百豪博士（方便營商諮詢委員會副主席）
- 郭晶強先生（前消防處處長）
- 郭文緯先生（前副廉政專員）
- 李明逵先生（前香港警務處處長）
- 林健忠博士  (Founder, Lam Kin Chung Morning Sun Charity Fund / Chairman, Hostford Development Limited)
- 林崇綏博士（香港護理專科學院創院院長、前任香港醫院管理局總護理行政經理 / 總護士長）
- 楊貫一先生（米芝蓮星級總廚）
- 容永祺太平紳士（香港考試及評核局主席）

### 專業顧問
- 道教研究
  - 梁德華先生（香港道教聯合會主席）
- 孔教研究
  - 湯恩佳博士（孔教學院院長）
- Accounting
  - 黃文華教授 (Deputy President and Divisional General Manager for HK and Macau Branch Council, Institute of Public Accountants (Australia))
- Animal Assisted Intervention and Animal Welfare
  - Dr. Amy JOHNSON (Continuing Education Executive Director, School of Nursing, Oakland University)
- Creative Media 
  - 陳少寶先生 (Media Veteran)
- Criminology 
  - 廖潔明博士 (Criminal Fraud Investigator, U.S. Consulate General Hong Kong & Macau)
- Culture and Creative Arts
  - 黎文卓先生 (CEO, Asia Television Digital Media Limited (ATV) / Senior Vice President, Beijing Showin Film)
- Early Childhood Education
  - 江麗明女士 (Director, Hong Kong Teaching Aid Limited
  - 莫蔚姿女士 (Controller (Education Services), Yan Oi Tong)
  - 尹振偉先生 (Founder and School Manager, Sin Ching Kindergraten)

- Financial Planning
  - 陳茂峰博士 (Managing Director, Noble Apex Advisors Limited)
- Gerontology
  - 梁萬福醫生 (President, Hong Kong Association of Gerontology)
- Health
  - 張新村醫生 (Honorary Executive Administrator / Founding Chairman, Lions Kidney Educational Centre and Research Foundation (L.K.E.C))
- Health and Pharmacy
  - 崔俊明先生 (Department Manager (Pharmacy), Queen Mary Hospital, Hospital Authority)
- Intangible Cultural Assets Management
  - 陳德輝先生 (國家級非物質文化遺產火龍傳承人)
- Interior Design
  - 龍慧祺女士 (Design Director and Founder, One Plus Partnership Limited)
- Japanese Studies
  - 張樹榮先生 (Director, The Japan Hong Kong Society)
  - 冨田伸明先生 (Japanese Kimono Stylist and Textile Designer)
  - 若柳智香女士 (Master of Traditional Japanese Dance)
- Music
  - 伍樂城先生 (President, Baron School of Music Music)
- Pharmaceutical Care
  - 蔣秀珠女士 (Director, Hong Kong Pharmaceutical Care Foundation)
- Pharmaceutical Services
  - 孫耀燦先生 (Chief Executive Officer, Active Care Group Holdings Limited)
- Property Management
  - 馮國雄測量師 (President, Hong Kong Institute of Certified Property Managers)
  - 鄺正煒工程師 (Chairman & Chief Executive, Hong Yip Holding Ltd.)
  - 林煒瀚先生(Chief Executive Officer and Executive Director, FSE Holdings Limited.)
- Psychology, Mental Health, Psychotherapy
  - Dr. Andrew ADLER (Director and Psychologist, Adler Family Centre)
- Science and Technology
  - 梁榮武先生 (Former Assistant Director, Hong Kong Observatory / Adjunct Professor, The Department of Land Surveying and Geo-Informatics, The Hong Kong Polytechnic University)
- Stage Performance
  - Mr. Vivek MAHBUBANI (Stand-up comedian and Ten Outstanding Young Persons 2018)
- Tourism and Airline Studies / Aviation and Ramp Management
  - 李志康先生 (Director & General Manager (Passenger Services), Jardine Aviation Services Group)
- Tourism and Hospitality Studies
  - 劉緻凝女士 (Director of Human Resources, The Ritz-Carlton, Hong Kong)
  - 胡穎怡女士 (General Manager, Nina Hotel Tsuen Wan West)
- Tree Management / Arboriculture
  - 曾寶強教授 (Chairman, Green Power)

## 外部連結
- 香港都會大學 （页面存档备份，存于）
- 香港都會大學李嘉誠專業進修學院 （页面存档备份，存于）
- 李嘉誠基金會 （页面存档备份，存于）